# Schwere-Ketten-Antikörper
Schwere-Ketten-Antikörper (auch: Schwerkettenantikörper) sind Antikörper, die ausschließlich aus schweren Ketten bestehen. Sie unterscheiden sich strukturell von konventionellen IgG-Antikörpern, die aus je zwei schweren und zwei leichten Ketten aufgebaut sind. Schwere-Ketten-Antikörper konnten in der Natur bisher ausschließlich innerhalb der Klasse der Knorpelfische und innerhalb der Familie der Kamele in Ergänzung zu konventionellen Antikörpern gefunden werden.

## Struktur

Struktur von Schwere-Ketten-Antikörpern der Knorpelfische (IgNAR) und Kamele (hcIgG) im Vergleich zu konventionellen IgG-Antikörpern

### IgNAR der Knorpelfische
Schwere-Ketten-Antikörper der Knorpelfische, auch immunoglobulin new antigen receptor (IgNAR) genannt, unterscheiden sich strukturell erheblich von konventionellen Antikörpern der Säugetiere. Sie bestehen aus zwei schweren Ketten, die aus je fünf konstanten Domänen und einer für die Antigen-Erkennung verantwortlichen variablen Domäne bestehen. Auch die Lage der Disulfidbrücken unterscheidet sich von der konventioneller Antikörper. Innerhalb der antigenbindenden variablen Domänen unterscheiden sich IgNARs von konventionellen IgG-Antikörpern durch eine ausgeprägte CDR3-Schleife.

### IgG2a/bund IgG3der Kamele
In Ergänzung zu konventionellen, aus je zwei leichten und zwei schweren Ketten bestehenden IgG1-Antikörpern, produzieren Vertreter der Familie der Kamele zusätzlich Schwere-Ketten-Antikörper vom Typ IgG2a, IgG2b und IgG3. Diese bestehen aus zwei schweren Ketten, welche wiederum aus jeweils zwei konstanten Domänen und einer variablen Domäne aufgebaut sind.
Obwohl angenommen wird, dass die Schwere-Ketten-Antikörper der Kamele keine unmittelbare Verwandtschaft zu den IgNARs der Knorpelfische haben, zeigen beide Antikörperfamilien auffällige Gemeinsamkeiten, die auf konvergente Evolution zurückgeführt werden. Sowohl IgNARs als auch die Schwere-Ketten-Antikörper der Kamele besitzen eine ausgeprägte CDR3-Schleife, die an der Antigenbindung beteiligt ist und die Fähigkeit besitzt, in Spaltstrukturen einzudringen, die für konventionelle Antikörper unzugänglich sind.

## Verwendung
Dank ihrer im Vergleich zu konventionellen Antikörpern einfachen Struktur der variablen Domänen finden Schwere-Ketten-Antikörper in der Forschung und in der Entwicklung neuer Arzneistoffe großes Interesse. Ihre aus nur einer Domäne mit einer molaren Masse von nur 12 bis 15 kDa bestehenden variablen Domänen sind die kleinsten Antikörperfragmente, die noch zur Antigenbindung befähigt sind. Diese Fragmente, die auch als Einzeldomänenantikörper bezeichnet werden, vereinen Eigenschaften von niedermolekularen Stoffen und Antikörpern.